# Pierre Philippe Urbain Thomas
Pour les articles homonymes, voir Thomas.
Pierre Philippe Urbain Thomas, né au Havre le 10 septembre 1776 et mort à Honfleur le 24 janvier 1854, est un statisticien et historien français.

## Biographie
Très brillant collégien, le 23 août 1791, n'ayant pas encore quinze ans, il remporta en rhétorique le « prix d'éloquence », unique prix distribué dans cette classe cette année-là. Thomas devint commissaire de la Marine, un temps ordonnateur à l'île Bourbon, et enfin bibliothécaire de la ville de Honfleur. Il fut aussi membre correspondant de la Société havraise d'études diverses.
Thomas a publié différentes monographies historiques, géographiques et économiques d'un certain intérêt. Il est notamment l'auteur d'un Essai de statistique de l'île Bourbon paru en 1828 ainsi que de travaux sur l'histoire des villes de Rochefort et Honfleur.
Outre ses publications, Thomas a laissé aussi quelques manuscrits, aujourd'hui conservés par la Bibliothèque municipale du Havre, dont voici les principaux : Cours d'économie politique destiné aux gens du monde et aux jeunes gens, fait à Paris en 1830 et 1831 sous les auspices de la Société des méthodes d'enseignement par M. Thomas, ancien commissaire de la Marine, 314 f. in-fol. Souvenirs d'un vieillard, par P.-Ph-U. Thomas, ancien commissaire de la Marine, 411 f. in-4°. Anecdotes du siècle dernier, recueillies par M. Didyme (P.-Ph.-U. Thomas), de plusieurs sociétés scientifiques et littéraires. (Honfleur, 1842, 193 f. in-4°.
Honfleur en 1900, histoire prophétique écrite par un voyant (P.-Ph.-U. Thomas), 126 f. in-8°.

## Ouvrages
- Mémoires pour servir à l'histoire de la ville et du port de Rochefort, 1828.
- Le passage du Tropique, Le Havre, A. Thouret, 1827, in-18 de 34 p.
- Mémoire sur le port et la ville de Rochefort, Paris, 1828, in-8°.
- Essai de statistique de l'île Bourbon, Paris, Bachelier, 1828, in-8°. Ouvrage couronné par l'Académie des Sciences.
- De l'affranchissement des noirs dans la colonie intertropicale, Paris, 1829, in-8°.
- Dieppe, 1833, Extrait de la Revue de Rouen, 2e sem. de 1833, p. 172-183.
- Du commerce maritime de la place de Rouen, Revue de Rouen, 1834, 2e sem., p. 57-62.
- Du Havre à Honfleur, promenade maritime, Le Havre, Motlent, 1836, in-24, de 68 p.
- Histoire de la Ville de Honfleur, Honfleur, E. Dupray, 1840, in-8° de VII-432 p.